# Gello (San Giuliano Terme)
Gello (già Gello di Val d'Osoli) è una frazione del comune italiano di San Giuliano Terme, nella provincia di Pisa, in Toscana.

## Geografia fisica
La frazione di Gello è situata nella piana a sud di San Giuliano Terme, ai piedi delle propaggini occidentali del Monte Serra, caratterizzate dalle alture di Monte Castellare (266 m s.l.m.) e Monte San Giuliano (326 m s.l.m.). La piana dove si trova Gello è inserita tra le rive dei due fiumi principali, il Serchio a nord e l'Arno a sud, ed è attraversata da una serie di numerosi fossi e canali frutto di ingegneria idraulica per regolamentare il flusso dei due fiumi, come l'antifosso di Canova, il fosso Doppio, lo scolo di Corliano, il fosso dell'Acqua Calda, il fosso del Gatano e il fosso del Cafaggiolo.

## Storia
Il territorio dove sorge Gello era noto in epoca medievale con il nome di Piemonte Pisano, come rammentato nei diplomi degli imperatori Enrico VI (1192) e Ottone IV (1209) in cui è citata una contrada di Pié di Monte, poi divenuta capitaneria con il titolo di Piemonte come si legge anche nello statuto di Pisa del 1286. Il toponimo Gello è da ricondursi sicuramente al latino Agellus, che indicava un "piccolo podere". Sempre in epoca medievale, la frazione era composta da due borghi adiacenti, Gello e Bottano, dotati di chiese parrocchiali intitolate rispettivamente a San Giovanni (già Santo Stefano) e a San Cristoforo. Situato in un'area storicamente umida, nei pressi del padule di Agnano, è per questo motivo che il borgo di Gello era chiamato anche Gello Putido, poi cambiato in Gello di Val d'Osoli, dal nome di un fosso che scendeva da monte fino a confluire, tramite una serie di fossi, nel fiume Morto. Nel 1833 la frazione, che comprendeva anche il borgo di Bottano, contava ben 1 063 abitanti.

## Monumenti e luoghi d'interesse

### Architetture religiose

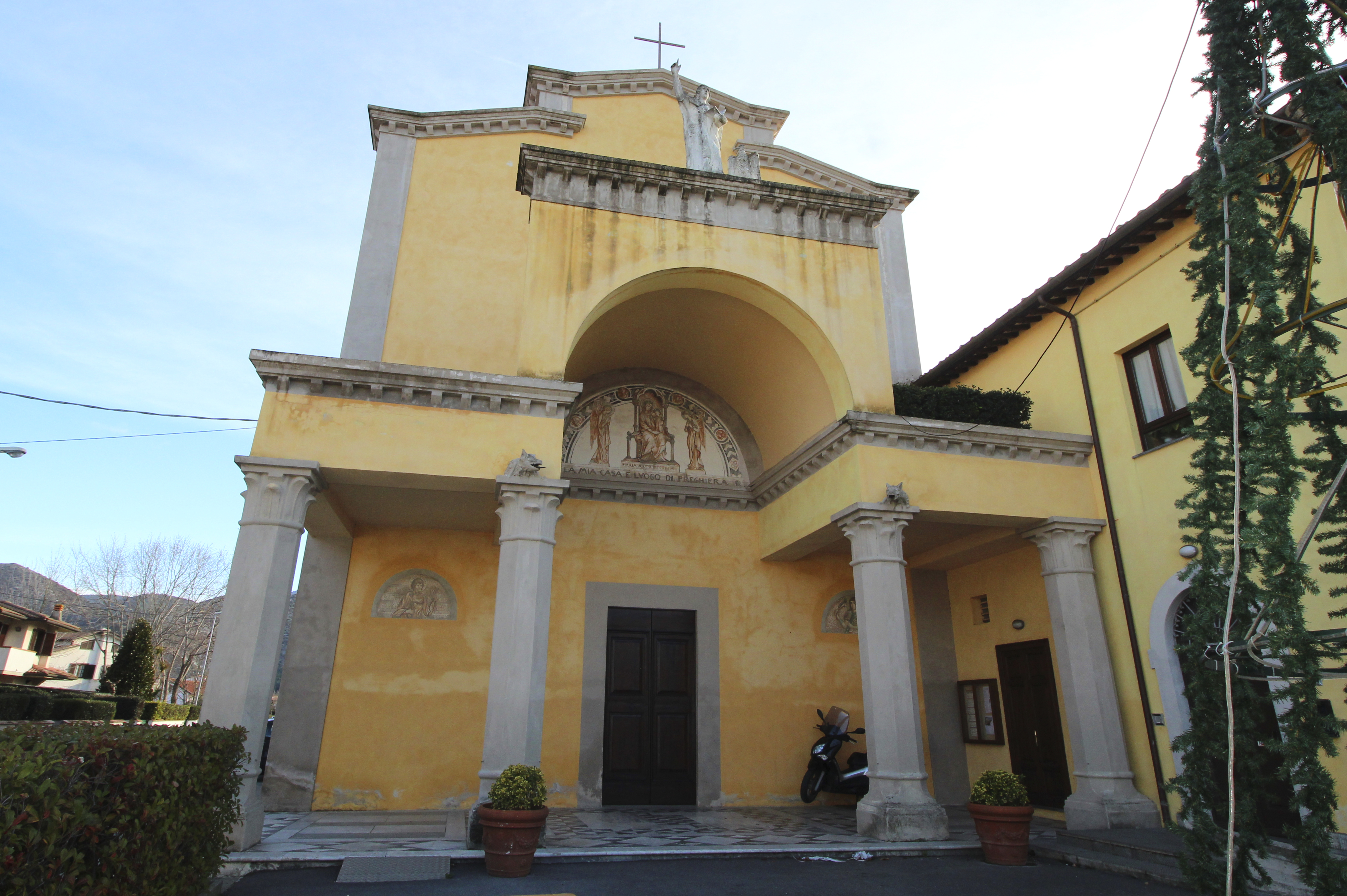
La chiesa di San Giovanni Evangelista

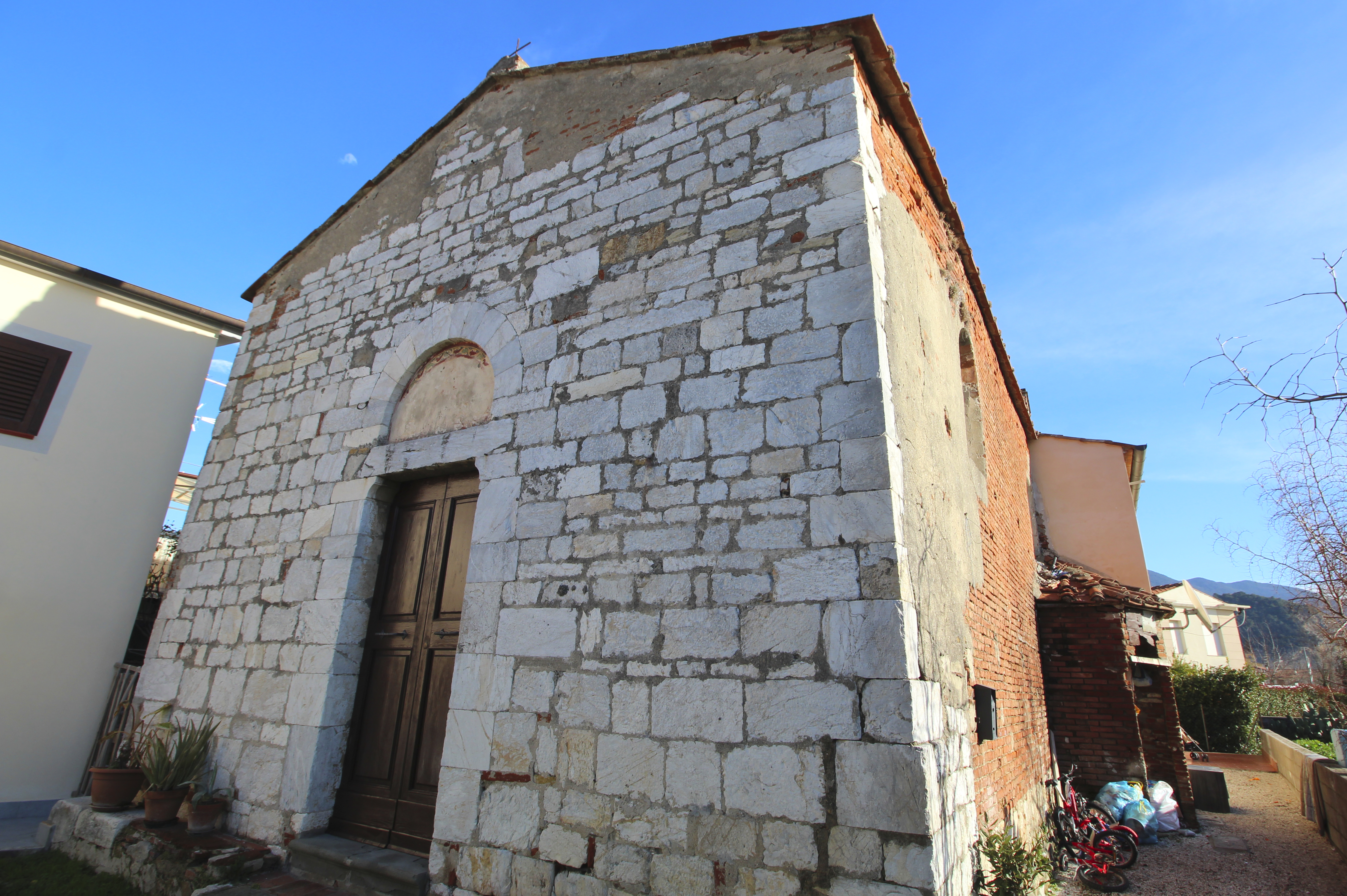
La chiesa di San Cristoforo

- Chiesa di San Giovanni Evangelista, chiesa parrocchiale della frazione, è ricordata dal 1371,[5] anche se un'altra chiesa intitolata a Santo Stefano è attestata a Gello nel 1056.[5] L'edificio ha subito varie ristrutturazioni tra il XVIII e il XIX secolo.[5] Fu elevata a prioria nel 1815, quando fu unita in un'unica parrocchia con la chiesa di San Cristoforo di Bottano.[5]

- Chiesa di San Cristoforo, situata in località Bottano,[6] è nota anche con il titolo di Maria Assunta, e risale agli inizi del XIII secolo, conservandone ancora l'originaria facciata.[7]

- Chiesa di San Giovanni Battista, situata in località Campolungo.[8]

## Società
Associazioni di volontariato
La Pubblica Assistenza Società Riunite in Pisa è presente con una Sezione della sua Associazione, fornendo numerosi servizi alla cittadinanza.